# Anura Bandaranaike
Anura Priyadarshi Solomon Dias Bandaranaike, född 15 februari 1949 i Colombo, död 16 mars 2008 i Colombo, var en lankesisk politiker som mellan 2004 och 2007 var sitt lands turistminister samt en kort tid under 2005 utrikesminister. Han var son till Solomon och Sirimavo Bandaranaike, samt bror till Chandrika Kumaratunga.